# Angry Birds
Angry Birds (в превод: „ядосани птици“) е видеоигра, създадена от финландската компания Rovio Entertainment Ltd. За първи път излиза на пазара през декември 2009 г. като приложение за iPhone. Оттогава Rovio са създали версии на играта и за други телефони и персонални компютри.

## Геймплей
Играта е организирана на нива. На всяко ниво играчът използва прашка, с която изстрелва птици по прасета, намиращи се в различни укрепления и постройки. Целта на играча е да унищожи всички прасета с дадения за нивото брой птици. Докато напредва в играта, играчът получава птици с нови специални способности, които могат да бъдат активирани след изстрелването на птицата с натискане върху екрана или клавиш на мишката.
От създаването си до януари 2018 г., общият брой сваляния на Angry Birds за всички платформи надминава 4 милиарда. Заради успеха на играта, са пуснати още три продължения – Angry Birds Seasons, Angry Birds Rio (в която прасетата са заменени с маймунки) като промоционална игра към анимационния филм Рио, Angry Birds Space, Angry Birds Star Wars и Angry Birds Magic, предназначена за Symbian – устройствата на Nokia.
В края на 2010, изпълнителният директор на Rovio разкрива плановете на фирмата за продължение, в което прасетата ще бъдат главни герои – Bad Piggies.